# Piłka nożna w Macedonii Północnej

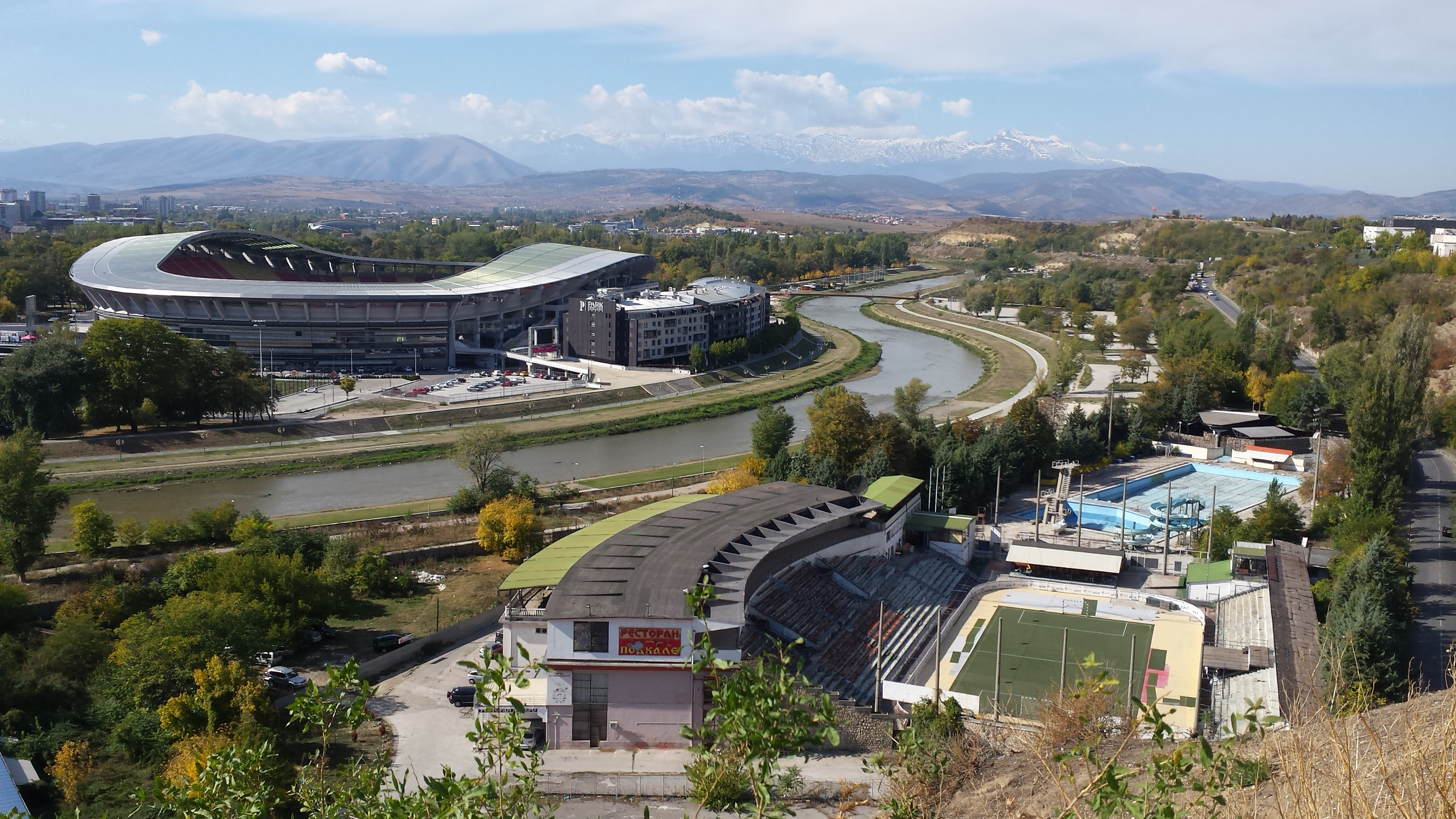
Nacionałna Arena „Tosze Proeski” – stadion reprezentacji narodowej

Piłka nożna (mac. Фудбал fûdbaːl) jest najpopularniejszym sportem w Macedonii Północnej. Jej głównym organizatorem na terenie Macedonii Północnej pozostaje Fudbałska federacija na Makedonija (FFM).
Według stanu na 1 listopada 2021 roku Goran Pandew i Goce Sedloski mają odpowiednio 122 i 100 występów reprezentacyjnych, a Goran Pandew strzelił 38 bramek w barwach reprezentacji Macedonii Północnej.
W północnomacedońskiej Prwej lidze grają takie znane kluby świata, jak Wardar Skopje i Rabotniczki Skopje.

## Historia

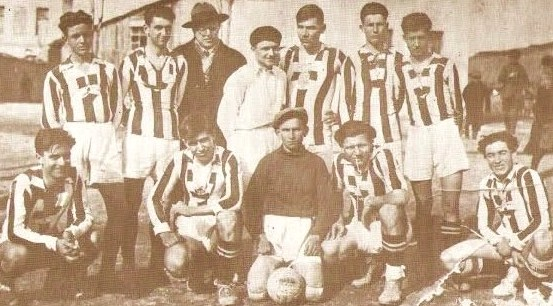
Drużyna FK Tikwesz w 1933 roku

Piłka nożna zaczęła zyskiwać popularność na terytoria Macedonii Północnej na początku XX wieku. Pierwszy zarejestrowany mecz odbył się w Skopje w kwietniu 1909 roku. 1 grudnia 1918 po zakończeniu I wojny światowej i po rozpadzie Austro-Węgier zamieszkane przez Słowian południowych komitaty Królestwa Chorwacji wraz z ziemiami Styrii i Krainy postanowiły zjednoczyć się z Serbią w Królestwo Serbów, Chorwatów i Słoweńców, późniejszą Jugosławię.
W 1911 roku w Skopju powstał pierwszy macedoński klub piłkarski Pobeda, potem następne. Po założeniu jugosłowiańskiej federacji piłkarskiej – NSJ (chorw. Nogometni Savez Jugoslavije) w kwietniu 1919 roku w Zagrzebiu, rozpoczął się proces zorganizowania pierwszych ligowych Mistrzostw Królestwa Serbów, Chorwatów i Słoweńców w sezonie 1923. Na początku macedońskie kluby występowały w Belgradzkim pododdziale piłkarskim, zwanym Beogradski loptački podsavez, a w 1927 roku powstał pododdział piłkarski w Skopju zwany Skopski loptački podsavez - poprzednik federacji piłkarskiej Macedonii - FFM. Do 1927 roku rozgrywki odbywały się systemem pucharowym. W sezonie 1928 organizowane pierwsze ligowe rozgrywki. W rozgrywkach brało udział 6 zespołów, grając systemem kołowym. W sezonie 1931/32 i 1935/36 rozgrywano systemem pucharowym. Zwycięzca turnieju otrzymywał tytuł mistrza Jugosławii.
3 października 1929 zmieniono nazwę państwa na „Królestwo Jugosławii”, również Związek Piłkarski w maju 1930 został przeniesiony do Belgradu i przyjął serbską nazwę FSJ (Fudbalski savez Jugoslavije). W 1929 zostały organizowane pierwsze mistrzostwa pododdziału piłkarskiego w Skopju. Pododdział w mistrzostwach Jugosłąwii reprezentowały kluby: Pobeda Skopje (1929), Gragjanski Skopje (1935/36, 1938/39). W 1939 zmieniono system mistrzostw Jugosławii, tworząc oddzielne ligi serbską i słoweńsko-chorwacką, w których wyłaniano drużyny kwalifikujące do końcowej fazy mistrzostw Jugosławii. Kluby z Pododdziału Skopje zostały zakwalifikowane do Ligi Serbskiej, jednak tylko Gragjanski grał w lidze, zajmując 5 miejsce w sezonie 1939/40 i 8 miejsce w 1940/41. Podczas okupacji niemieckiej w latach 1941–1943 macedońskie kluby uczestniczyły w rozgrywkach mistrzostw Bułgarii. W 1942 Makedonija Skopje nawet zdobyła wicemistrzostwo Bułgarii.
W 1945 po utworzeniu Socjalistycznej Federacyjnej Republiki Jugosławii kontynuowano rozgrywki o mistrzostwo Jugosławii w najwyższej lidze, zwanej Prva savezna liga. W 1946 roku rozgrywano kwalifikacje w Macedonii oraz innych republikach dla uczestnictwa w przyszłych mistrzostwach Jugosławii. Najlepszymi klubami Macedonii w tym czasie były: FK Sarajevo (mistrz 1966/67, 1984/85), FK Željezničar (mistrz 1971/72), FK Velež Mostar, FK Sloboda Tuzla, NK Čelik Zenica i FK Borac Banja Luka, które grały w pierwszej lidze Jugosławii, II lidze oraz w rozgrywkach Pucharu Jugosławii.
Po upadku SFR Jugosławii w 1991 roku proklamowano niepodległość Macedonii.
Rozgrywki zawodowej Prwej ligi zainaugurowano w sezonie 1992/93.

## Format rozgrywek ligowych
W obowiązującym systemie ligowym trzy najwyższe klasy rozgrywkowe są ogólnokrajowe (Prva Liga, Wtora Liga i Treta Liga). Dopiero na czwartym poziomie pojawiają się grupy regionalne.

## Puchary
Rozgrywki pucharowe rozgrywane w Macedonii Północnej to:
- Puchar Macedonii Północnej (Куп на Македонија),
- Superpuchar Macedonii Północnej (Суперкуп на Македонија во фудбал) - mecz między mistrzem kraju i zdobywcą Pucharu.